# Kharabali
Kharabali (en russe : Харабали) est une ville de l'oblast d'Astrakhan, en Russie, et le centre administratif du raïon Kharabaliski. Sa population s'élevait à 17 517 habitants en 2020 habitants en 2020.

## Géographie
Kharabali est située sur la rive gauche de l'Akhtouba, un bras de la Volga, qui s’écoule à une quinzaine de kilomètres au sud-ouest. Kharabali se trouve à 132 km au nord-nord-ouest d'Astrakhan, à 250 km au sud-est de Volgograd et à 1 140 km au sud-est de Moscou.

## Histoire
Les origines de Kharabali remontent à la fondation, en 1789, du village de Harabali, peuplé par des paysans fuyant le servage. Cette région était alors habitée par des Kalmouks et des Kazakhs. Pour s’assurer la mainmise sur ces terres, le gouvernement tsariste y fit venir des Russes, ce qui conduisit au déplacement des Kalmouks au-delà de la Volga et des Kazakhs vers des zones désertiques.

## Patrimoine
A 40 km au sud de la ville se trouvent les ruines de Saraï-Batou, l’ancienne capitale de la Horde d'or, un site archéologique du XIIIe siècle. Le monastère bouddhiste de Kalmytsy hurul (XIXe siècle) se trouve à 70 km au sud de Kharabali.

## Population
Au cours des années 1990, la situation démographique de Kharabali s'est détériorée. En 2001, le solde naturel accusait un déficit de 3,3 pour mille, avec un taux de natalité de 10,9 pour mille et un taux de mortalité de 14,2 pour mille.
Recensements ou estimations de la population
| 1897* | 1959* | 1970*  | 1979*  | 1989*  | 2002*  |
| ----- | ----- | ------ | ------ | ------ | ------ |
| 3 500 | 9 664 | 14 261 | 17 043 | 18 566 | 18 296 |

| 2006   | 2010*  | 2012   | 2013   | 2014   | 2015   |
| ------ | ------ | ------ | ------ | ------ | ------ |
| 18 106 | 18 117 | 18 178 | 18 275 | 18 146 | 18 041 |

| 2016   | 2017   | 2018   | 2019   | 2020   | - |
| ------ | ------ | ------ | ------ | ------ | - |
| 18 097 | 18 031 | 17 968 | 17 786 | 17 517 | - |

## Transports
La gare de chemin de fer de Kharabali se trouve sur la voie ferrée Baskountchak–Astrakhan.

## Tourisme
Les alentours de Kharabali sont très fréquentés par les amateurs de pêche.